# Osaka World Trade Center
Pour les articles homonymes, voir World Trade Center (homonymie).
L'Osaka World Trade Center est un gratte-ciel d'Osaka (Arrondissement de Suminoe).
Depuis juin 2010, son nom officiel est Bâtiment Sakishima du Gouvernement de la Préfecture d'Osaka (大阪府咲洲庁舎, Ōsaka fu Sakishima chōsha)
Il mesure 256 m pour 55 étages.
L'architecte est Nikken Sekkei